# MADI Múzeum, Dallas
A múzeum az USA Texas államában, Dallasban található. Hivatalos neve Museum of Geometric and MADI Art. Gyűjtőkörébe a kortárs geometrikus, ezen belül a játékos MADI alkotások tartoznak.
A múzeumot két gyűjtő, Bill és Dorka Masterson alapította 1997-1998 folyamán. Új épülete 2003-ban került átadásra. Az épület tervezésében részt vett Volf Roitman uruguay-i MADI művész, aki hatalmas vágott, hajlított és színesre festett acéllapokkal borította be. A múzeum egy ügyvédi irodával osztozik az épületen.
Roitmann az első években mint kurátor aktívan dolgozott a múzeumban, számos rangos kiállítás megszervezője volt, és irányításával az intézmény nemzetközi hírnévre tett szert. Ugyanakkor mind neki, mind a gyűjtőknek megromlott a kapcsolata a MADI-alapító Carmelo Arden Quinnel, ami csak Roitmann távozása után javult. A múzeumnak emiatt két honlapja is elérhető az interneten, de csak az egyik frissül.
A gyűjtemény kezdetben 20, elsősorban európai vagy Európában élő MADI művész alkotásait tartalmazta. Piergiorgio Zangara, Salvador Presta, Bolivar, a szintén MADI-alapító Martín Blaszko és Gyula Kosice, az olasz mozgalom vezetője, Saverio Cecere, a francia vezető Jean Branchet és mások mellett a Magyarországról származó Bányász Mária Éva műveit is. A kiállító művészek száma időközben 85-re nőtt, és egy másik magyar, Boros Tamás is megtalálható köztük.
A múzeumban rendszeresen szerveznek gyermek- és más programokat. Az állandó kiállítások mellett működő időszakos kiállításokon pedig egy-egy művészt vagy térség (ország) művészeit mutatják be.
2011-ben Fajó János, Saxon-Szász János és két orosz, Vjacsiszlav és Anna Kolejcsuk mutatkozott be a múzeumban „Konstruktivizmus: MADI művészek Kelet-közép Európából” címmel. Az eseményre január 13. és április 10. között került sor. Kísérő esemény volt a két Kolejcsuk multimédiás előadása január 14-én, Dárdai Zsuzsa Kassák és a MADI ma, valamint SupreMADIsm című előadásai január 17-én, továbbá Saxon gyermekeknek szervezett előadása, melyen Polyuniverzum című játékát mutatta be szintén január 17-én. Saxon e munkáját a Bridges Pécs2010 Világkonferencián mutatta be először nemzetközi közönség előtt.